# Mauri Kunnas

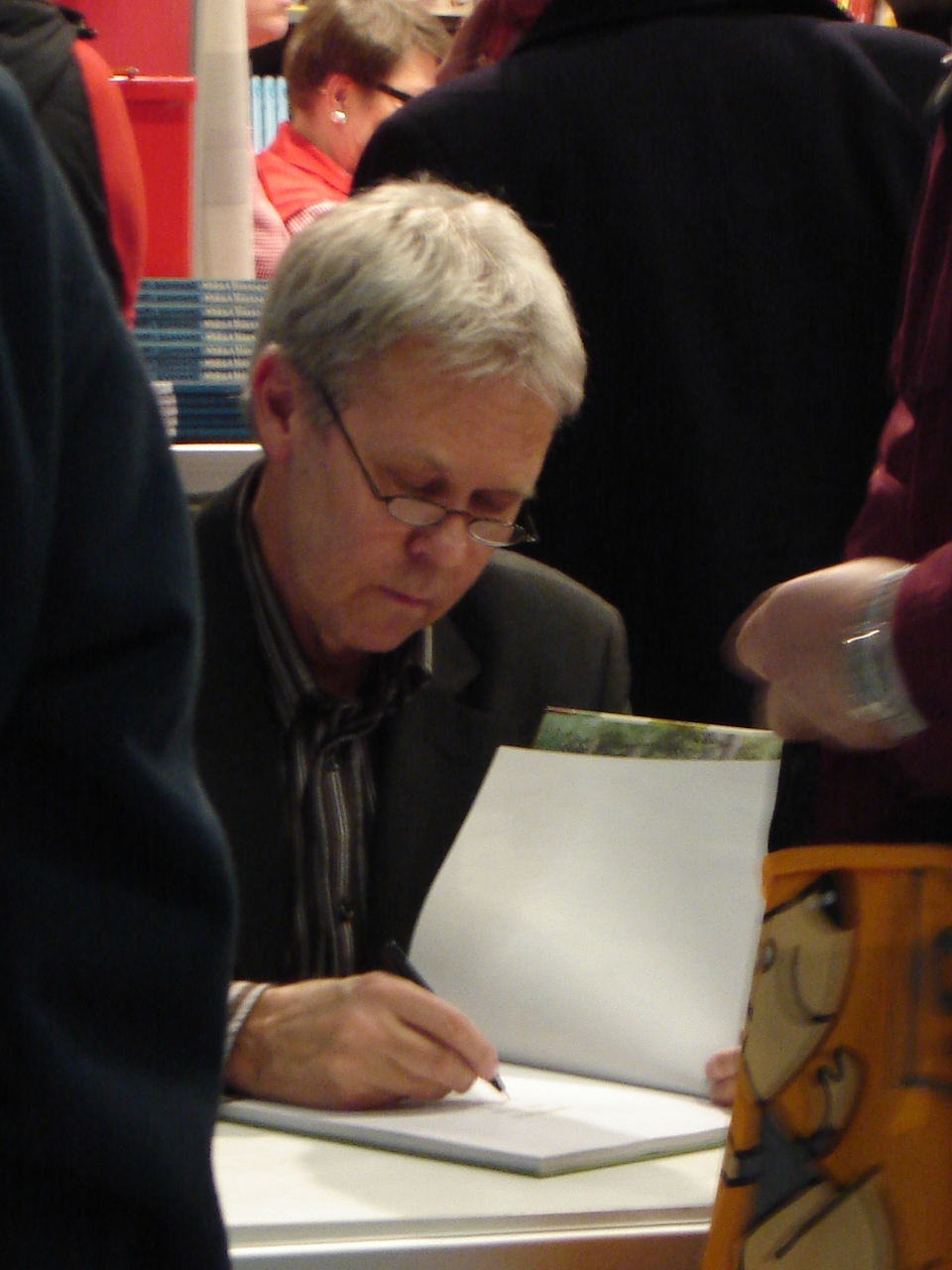
Mauri Kunnas (2008)

Mauri Tapio Kunnas (* 11. Februar 1950 in Vammala) ist ein finnischer Zeichner und Illustrator.

## Leben
Nach sechsjährigem Studium begann er seine Karriere am Institute Industrial Arts in Helsinki mit Karikaturen und kleinen Comics. Er zeichnete u. a. für die Tageszeitungen Turun Sanomat (Turku) und Helsingin Sanomat (Helsinki). 1979 erschien sein erstes Kinderbuch mit dem Titel Suomalainen tonttukirja. Heute zeichnet er mit seiner Frau Tarja die beliebten Bilderbücher, die für ihren Humor geliebt werden. Hauptcharaktere sind hundähnliche Figuren.

## Werke
- Wo der Weihnachtsmann wohnt (1982)
- Hilfe, es spukt! (1985)
- 12 Geschenke für den Weihnachtsmann (1988)
- Die Zeitungsmacher (1992)
- Hallo Weltraum, wir kommen! (1995)
- Zauberspuk beim Weihnachtsmann (1996)
- König Artus (1997)
- Opa Dragomir und die Sippe der Beißwütigen (1999)
- König Artus und die Ritter der Tatzenrunde: Ein Kapitel der frühen Katzengeschichte (2001)
- Im wilden Wilden Westen (2002)
- Das allerschönste Weihnachtsgeschenk (2006)
- Hier kommen die Wikinger (2008)
- Herr Schnorchelmütz und die sieben Weltwunder (2010)
- Ich bin’s, Robin Hood! (2011)
- Der Weihnachtsmann macht Ferien (2020)